# Got a Match
Got a Match è un cortometraggio muto del 1912 diretto da Mack Sennett.

## Produzione
Il film fu prodotto dalla Biograph Company.

## Distribuzione
Distribuito dalla General Film Company, il film - un cortometraggio di 125 metri - uscì nelle sale cinematografiche statunitensi il 19 febbraio 1912. Nelle proiezioni, veniva programmato con il sistema dello split reel, accorpato in un'unica bobina con un altro cortometraggio prodotto dalla Biograph, la commedia The Fatal Chocolate.
Non si conoscono copie ancora esistenti della pellicola che viene considerata presumibilmente perduta.